# Walter Buckpesch

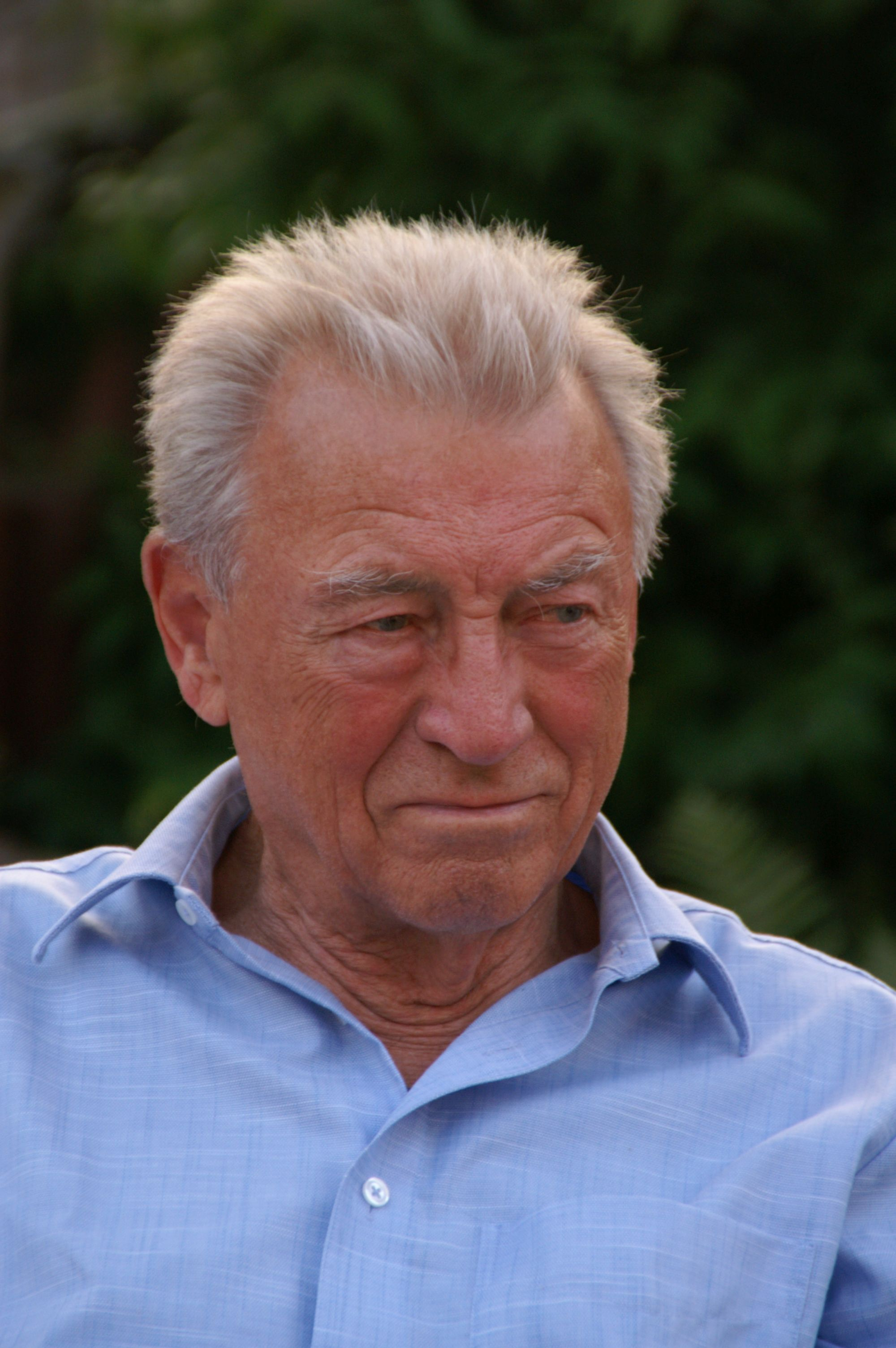
Walter Buckpesch, aufgenommen im Juli 2006 während des „Musiksommers“ im Naturfreunde-Haus Üdersee.

Walter Buckpesch (* 22. Mai 1924 in Offenbach am Main; † 25. Januar 2018) war ein deutscher Politiker der SPD. Er war von 1974 bis 1980 Oberbürgermeister von Offenbach am Main und von 1983 bis 1987 Mitglied des Deutschen Bundestages.

## Leben und Wirken
Buckpesch wuchs in Offenbach auf. Im Zweiten Weltkrieg desertierte er wenige Tage vor Kriegsende von der Wehrmacht. Nach dem Ende des Krieges lernte er zunächst Maschinenschlosser und war danach Gewerbelehrer. 1956 wurde er Mitglied der Offenbacher Stadtverordnetenversammlung und 1961 Stadtrat. In dieser Funktion war er unter anderem für den Bau des Sportzentrums auf der Rosenhöhe verantwortlich. Zwischen 1974 und 1980 war er Oberbürgermeister der Stadt. 1983 zog er als Abgeordneter der 10. Wahlperiode in den Deutschen Bundestag in Bonn ein. 1987 zog er sich aus der Politik zurück.
Buckpeschs Vater Willi war nach dem Ende des Krieges zusammen mit Eugen Eberle (Frankfurt) der erste Landesvorsitzende der NaturFreunde in Hessen. Sohn Walter trat 1946 nach seiner Rückkehr aus Kriegsgefangenschaft in Offenbach ebenfalls den NaturFreunden bei. Hier lernte er seine spätere Frau Lilo kennen; das Paar heiratete 1950. Buckpesch engagierte sich über Offenbach hinaus in der Landesjugendleitung der hessischen Naturfreundejugend und amtierte später auch als stellvertretender Bundesjugendleiter der Naturfreundejugend. Unter seiner Leitung fuhr 1959 erstmals eine große Delegation der Naturfreundejugend nach Auschwitz.
Von 1967 bis 1975 war Walter Buckpesch Bundesvorsitzender der NaturFreunde Deutschlands und von 1981 bis 1990 Vizepräsident der Naturfreunde Internationale.
Buckpesch war langjähriges Vorstandsmitglied des Schwimmclubs EOSC Offenbach, zudem Mitbegründer der Offenbacher Sportstiftung und der Offenbacher Vereinigung gegen den Fluglärm, sowie Schatzmeister der Hochschule für Gestaltung in Offenbach.
Buckpesch verstarb am 25. Januar 2018.

## Würdigungen
- 1980: Ehrenplakette der Stadt Offenbach am Main
- 1989: Verdienstkreuz 1. Klasse der Bundesrepublik Deutschland